# 2018年7月中國大陸

## 7月1日
- 中国移动、中国电信、中国联通三大电信运营商取消手机流量漫游费[1]。
- 深湛铁路江湛段开通正式开通运营[2]。

## 7月2日
- 前中共中央总书记胡锦涛之子胡海峰出任中共丽水市委书记，是浙江省最年轻的地级市一把手[3]。

## 7月3日
- 海航集团董事长王健在法国公务考察时失足从高处堕下，伤重而死，享年57岁[4]。

## 7月4日
- 上海女子董瑤瓊在海航大廈前直播對中共中央總書記習近平的頭像潑墨，隨後她失去聯絡[5]。

## 7月5日

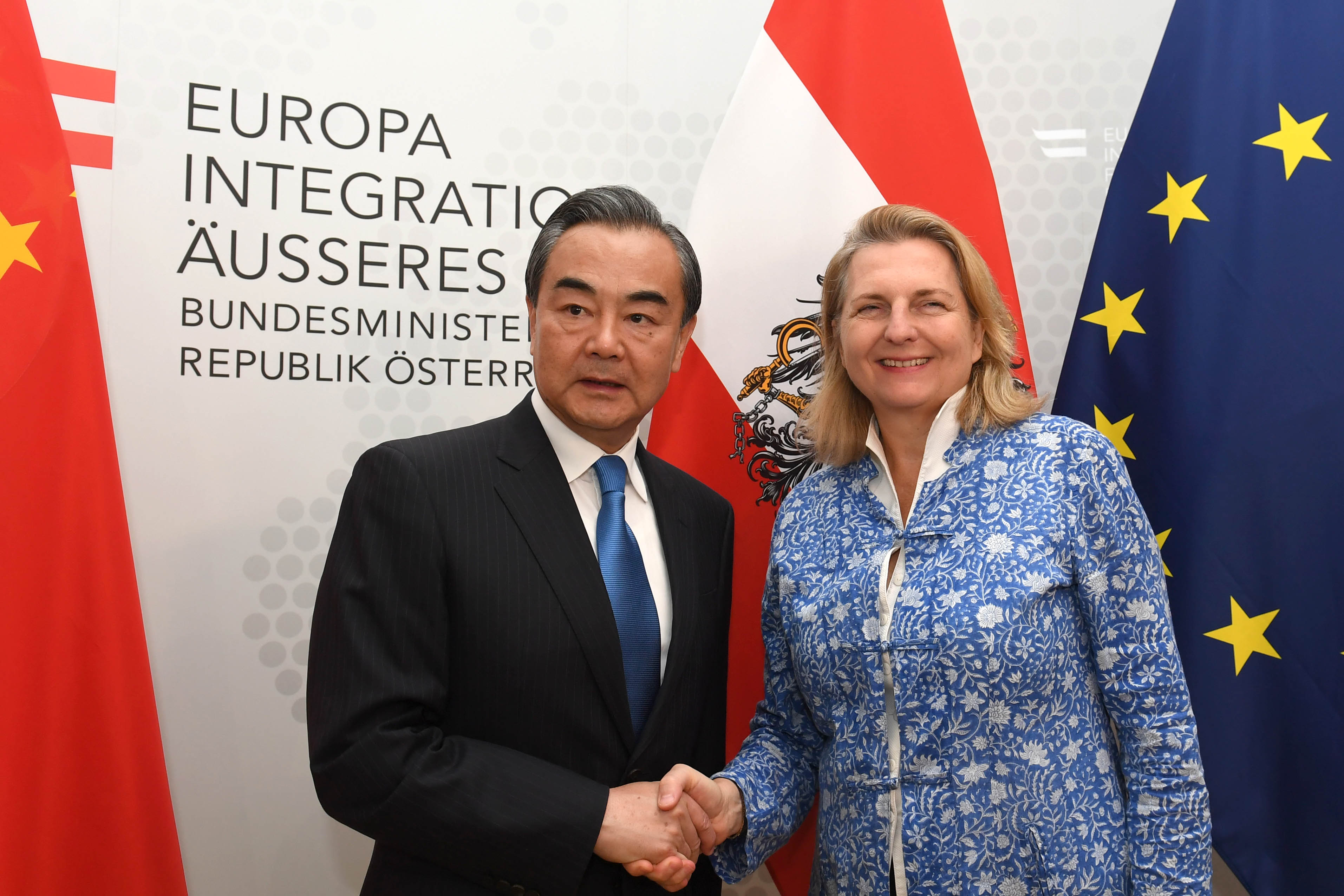
2018年7月5日，王毅与奥地利外长卡琳·克奈斯尔

- 中华人民共和国外交部部长王毅访问奥地利，并出席维也纳召集的伊朗核问题外长会[6]。各方在会议期间通过了联合声明，主张继续遵循全面协议、反对美国单边制裁[7]。

## 7月6日
- 針對美國向中國價值340億美元的產品徵收25%關稅，中國反向對美國340億美元商品加徵25%的關稅，予以回擊，貿易戰正式打響[8]。
- 中国外长王毅会见了奥地利总统亚历山大·范德贝伦、奥地利总理塞巴斯蒂安·库尔茨，期间强化双方合作，王毅还邀请奥地利参加首届中国国际进口博览会[9]。

## 7月7日
- 国务院总理李克强在索非亚出席中国－中东欧国家第八届经贸论坛期间表示今后相当长一个时期里，中国经济会保持“三个不会变”，分别是一、经济长期向好的基本面不会变，经济正加快向高质量发展转变，完全可保持稳中向好的发展态势；二、市场化改革的取向不会变，将更大力度全面深化改革市场秩序整理，打造具有国际竞争力的营商环境；三、扩大开放的决心不会变[10]。

## 7月11日
- 南京市一名巴基斯坦籍留学生莫某在碑亭巷与一名骑电动自行车男子丛某发生争执，该留学生后被丛某用锁具砸死[11][12]。
- 持续暴雨导致涪江发生特大洪水[13]。

## 7月13日
- 四川省宜宾市江安县阳春镇工业园恒达科技有限公司发生一起爆燃事故，造成19人死亡，12人受伤。[14]

## 7月15日
- 国家食品药品监督管理局通报长生生物子公司，长春长生生物科技有限责任公司所生产的狂犬病疫苗生产记录造假，责令长春长生停止生产狂犬疫苗[15][16]。

## 7月16日
- 国家版权局、国家互联网信息办公室、工业和信息化部、公安部联合召开新闻通气会，宣布启动打击网络侵权盗版“剑网2018”专项行动，计划集中整治网络转载、短视频、动漫等领域，重点针对网络直播、知识分享、有声读物等平台。专项行动由7月上旬始，预计持续4个多月[17]。

## 7月19日
- 7月19日至7月21日，中华人民共和国主席习近平访问阿联酋，同阿联酋副总统兼总理穆罕默德，阿布扎比王储穆罕默德会谈[18]。这是中国国家主席29年来首次访阿。
- 长生生物于晚间发布公告，称长春长生生物科技有限责任公司曾因销售25.26万支不符合规定的百白破疫苗到山东，在2017年10月被吉林省食药监局立案调查。国务院总理李克强作出批示要求彻查事件。公司在7月18日收到该局行政处罚书，累计被罚没344万元，而该公司百白破疫苗车间已停产多时[15][16][19]。

## 7月21日
- 7月21日至22日，中华人民共和国主席习近平访问塞内加尔，与总统萨勒举行会谈[20]。这是中国国家主席时隔九年再次访塞。

## 7月22日
- 7月22日至7月23日，中华人民共和国主席习近平访问卢旺达，同卢旺达总统卡加梅举行会谈[21]。这是中国国家主席首次访问卢旺达。
- 強烈熱帶風暴安比登陸上海崇明島，成為自1949年以來第三個直接登陸上海的風暴[22]。空中、鐵路和陸路交通都嚴重受阻[23]。

## 7月23日

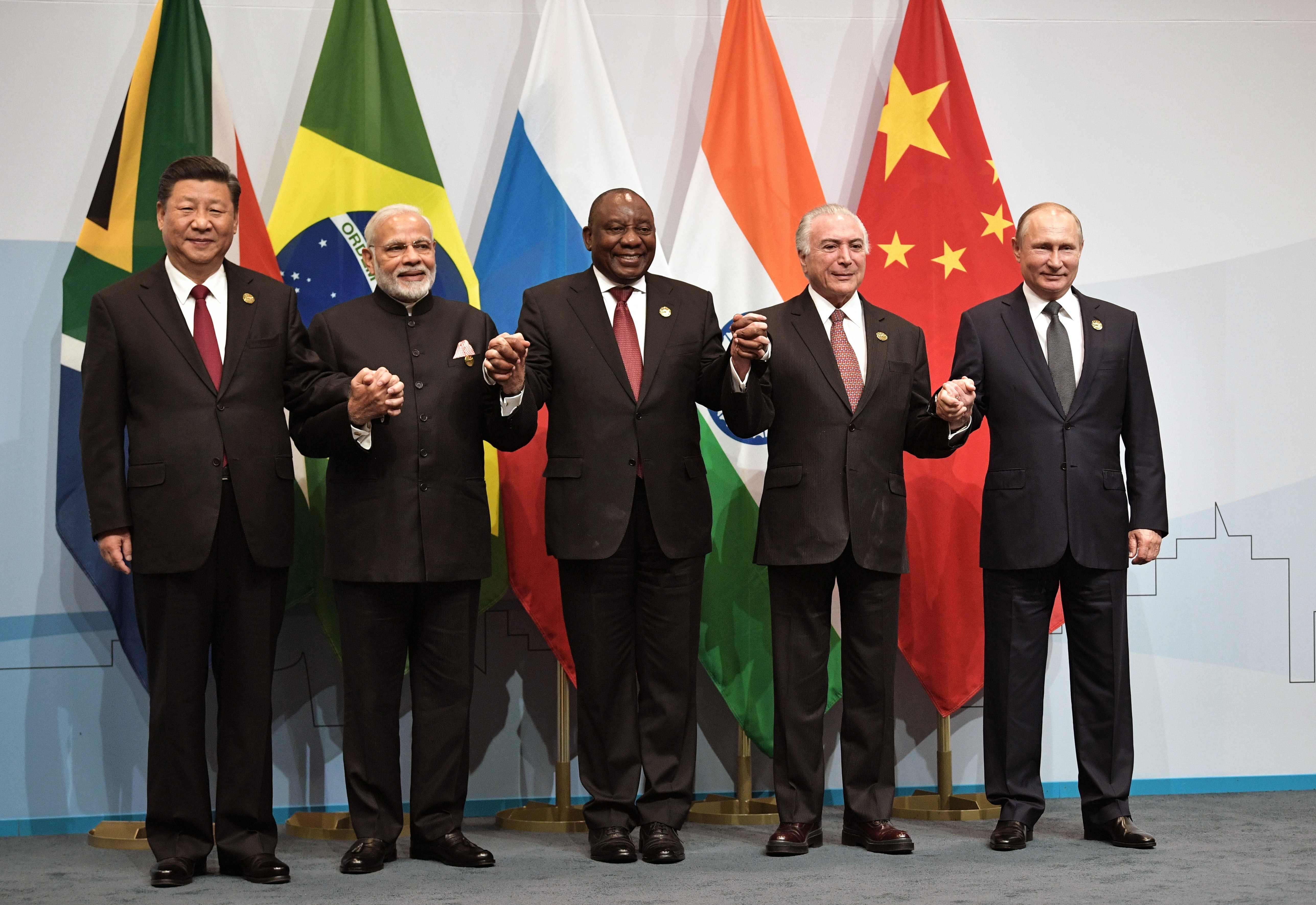
2018年7月26日金砖国家领导人第十次会晤领导人合影

- 7月23日至27日，中华人民共和国主席习近平访问南非，同南非总统拉马福萨举行会谈[24]。出席金砖国家工商论坛[25]。出席金砖国家领导人第十次会晤并发表约翰内斯堡宣言[26]。出席“金砖+”领导人对话会[27]。

## 7月26日
- 下午1時許，北京朝陽區的美國大使館外發生爆炸[28][29][30]。外交部强调是一起治安事件并及时得到妥善处理[31][32]。

## 7月27日
- 7月27日-28日，中华人民共和国主席习近平访问毛里求斯，会见毛里求斯总理贾格纳特[33]。这是中国国家主席时隔九年再次访问毛里求斯。

## 7月30日
- 最高人民法院决定，设立上海金融法院。上海金融法院管辖上海市辖区部分金融类一审案件。[34]